# Mike Foligno
Michael Anthony „Mike“ Foligno (* 29. Januar 1959 in Sudbury, Ontario) ist ein ehemaliger kanadischer Eishockeyspieler und -trainer.

## Karriere als Spieler
Mike Foligno begann seine Karriere 1975 bei den Sudbury Wolves in der kanadischen Juniorenliga OMJHL. Dort hatte er eine gute erste Saison an der Seite von Spielern, wie Randy Carlyle oder Ron Duguay und die Wolves erreichten in der Spielzeit das Finale um den J. Ross Robertson Cup.
Die folgenden zwei Jahre verliefen sehr unterschiedlich. Gehörten die Wolves in der Saison 1976/77 noch zur Spitze der Liga, so fanden sie sich im nächsten Jahr auf dem letzten Platz wieder. Folignos Leistungen wurden dadurch aber kaum beeinträchtigt und er etablierte sich als einer der besten Spieler seiner Mannschaft. Den Höhepunkt seiner Juniorenkarriere erreichte er schließlich in der Saison 1978/79, als er mit 65 Toren und 85 Assists in 68 Spielen die Eddie Powers Memorial Trophy als bester Scorer gewann und mit der Red Tilson Trophy als wertvollster Spieler der Liga ausgezeichnet wurde. Hinzu kam noch die Jim Mahon Memorial Trophy für den rechten Flügelstürmer mit den meisten Scorerpunkten.
In der Folge wählten ihn die Detroit Red Wings im NHL Entry Draft 1979 in der ersten Runde an Position drei aus und Foligno gelang direkt der Sprung in die NHL. Gleich in der Saison 1979/80 etablierte er sich bei den Red Wings und gehörte mit 71 Punkten aus 80 Ligaspielen zu den besten Spielern der Mannschaft. Bei der Wahl zur Calder Memorial Trophy für den besten Neuprofi wurde er am Ende der Saison nur von Verteidiger Ray Bourque geschlagen.
Foligno zeigte auch in seinem zweiten Jahr als Profi gute Leistungen, etablierte sich in der Liga aber auch als Enforcer, sodass er durch sein hartes Spiel und einige Faustkämpfe insgesamt 210 Strafminuten in 80 Spielen sammelte. Seine Zeit in Detroit endete schließlich im Dezember 1981, als er zusammen mit Dale McCourt und Brent Peterson zu den Buffalo Sabres transferiert wurde, die im Gegenzug Danny Gare, Jim Schoenfeld und Derek Smith nach Detroit schickten.
In Buffalo gehörte Mike Foligno mehrere Jahre zu den Stützen der Mannschaft von Trainer Scotty Bowman. Dort spielte er an der Seite von Gilbert Perreault, Dave Andreychuk, Phil Housley, Pierre Turgeon und Lindy Ruff und zeigte konstante Offensivleistungen, indem er in acht aufeinanderfolgenden Spielzeiten mindestens 20 Tore erzielte. Dabei vernachlässigte er aber nicht seine Aufgaben als Enforcer und durchbrach so Jahr für Jahr die Marke von 100 Strafminuten. Die Saison 1985/86 war das beste Jahr seiner Karriere mit 41 Toren und 39 Assists, allerdings wurde er einige Jahre später verstärkt in defensiveren Formation aufgestellt. Neben seinen Leistungen auf dem Eis, zeigte Foligno aber auch Führungsqualitäten, weshalb er in der Saison 1989/90 das „C“ des Mannschaftskapitäns trug.
Nach neun Jahren in Buffalo wurde er im Dezember 1990 zu den Toronto Maple Leafs transferiert. Dort wurde er in den ersten zwei Spielzeiten zwar durch Verletzungen gebremst, konnte in der Saison 1992/93 aber den größten Erfolg seiner NHL-Karriere feiern, als er mit den Maple Leafs erst im Conference-Finale an den Los Angeles Kings scheiterte. In der folgenden Saison spielte er nur in vier Spielen für Toronto, ehe er zu den Florida Panthers transferiert wurde. Für die Panthers spielte er noch bis zum Saisonende und beendete daraufhin seine Karriere.
Nach dem Ende seiner Karriere wurde seiner Trikotnummer 17 als erste Nummer in der Geschichte seiner Juniorenmannschaft Sudbury Wolves gesperrt und an keinen Spieler mehr vergeben. Die Nummern seiner ehemaligen Mitspieler Randy Carlyle und Ron Duguay sind mittlerweile ebenfalls aus der Zirkulation genommen.
2005 wurde Foligno in die Buffalo Sabres Hall of Fame aufgenommen.

## Karriere als Trainer
Nachdem sich Mike Foligno für ein Jahr vom Eishockeysport zurückgezogen hatte, kehrte er 1995 in die Organisation der Toronto Maple Leafs zurück und wurde Assistenztrainer bei deren Farmteam aus der AHL, den St. John’s Maple Leafs. Noch vor Ende der Saison 1995/96 wurde er in die NHL berufen, wo Cheftrainer Pat Burns entlassen wurde und Foligno dessen Nachfolger Nick Beverley assistieren sollte. Im Sommer wurde Beverley abgelöst und auch Foligno verließ die Mannschaft.
1997 trat er den Posten als Assistenztrainer von Marc Crawford bei der Colorado Avalanche in der NHL an. Doch auch hier blieb er nicht lange. Im Sommer 1998 lehnte Crawford eine Vertragsverlängerung ab und Foligno wurde nicht für den Trainerstab von Crawfords Nachfolger Bob Hartley eingeplant. Stattdessen erhielt er das Angebot das AHL-Farmteam, die Hershey Bears, als Cheftrainer zu übernehmen und verblieb so in der Organisation des Franchise.
Nach einer soliden Debütsaison bei den Bears, konnte Foligno 1999/2000 sein bestes Ergebnis mit der Mannschaft erreichen, als sie 43 von 80 Spielen gewannen und bis ins Conference-Finale der Playoffs einzogen. Ein Jahr später spielte Hershey eine deutlich schwächere Saison und belegte nur den achten Platz, der aber noch für die Qualifikation zu den Playoffs ausreichte. Als Außenseiter in die Endrunde gestartet, erreichten die Bears wie schon im Vorjahr das Conference-Finale, scheiterten jedoch erneut. Foligno betreute die Hershey Bears, für die damals Brett Clark, Radim Vrbata, David Aebischer, Ville Nieminen, Marek Svatoš, Peter Budaj spielten, noch weitere zwei Jahre, über die zweite Runde der Playoffs kamen sie aber nicht mehr hinaus.
Im Sommer 2003 verließ er die Hershey Bears nach fünf Jahren und kehrte in seine kanadische Heimatstadt Sudbury zurück, wo er ein Angebot seines ehemaligen Juniorenteam Sudbury Wolves aus der OHL annahm und deren Trainer und General Manager wurde. Die Wolves hatten die vergangene Saison auf dem vorletzten Platz der Liga abgeschlossen und Foligno gelang es in seinem ersten Jahr wieder in die Playoffs einzuziehen und die Mannschaft in den folgenden Spielzeiten zu stabilisieren.
2006/07 schwächelten die Wolves jedoch und belegten am Ende der Saison den sechsten Rang in der Eastern Conference. In den Play-offs überraschte das Team jedoch und gewann die Serien gegen die favorisierten Mississauga IceDogs, Barrie Colts und Belleville Bulls und zogen als Vertreter ihrer Conference ins Finale der OHL ein, wo sie jedoch den Plymouth Whalers unterlagen. Es war erst die zweite Finalteilnahme in der Geschichte der Wolves gewesen. Bei der ersten war Foligno selbst Spieler gewesen.
Trotz des positiven Abschneidens in der Endrunde, schwächelte die Mannschaft in der folgenden Spielzeit weiter und gewann nur 17 der 68 Partien, wodurch sie den letzten Platz in der Liga belegten.
Seitdem Mike Foligno 2003 das Traineramt in Sudbury übernahm, gelang einigen Spielern der Wolves der Sprung in die NHL. Dazu gehören Marc Staal, Zack Stortini, Benoît Pouliot sowie sein ältester Sohn Nick Foligno.
Im Juni 2010 verließ er die Wolves und schloss sich als Assistenztrainer den Anaheim Ducks an. Anfang Dezember 2011 wurde er nach der Entlassung von Cheftrainer Randy Carlyle bei den Kaliforniern ebenfalls seines Amtes enthoben. Zur Saison 2012/13 wurde Foligno von den Chicago Wolves als Assistenztrainer verpflichtet, bei denen er Cheftrainer Scott Arniel unterstützte.
Im Anschluss übernahm er die Position des Assistenztrainers bei den New Jersey Devils und war dort unter Peter DeBoer sowie unter der Interimslösung Oates/Stevens tätig, ehe er das Team mit Ende der Saison 2014/15 verließ.

## Erfolge und Auszeichnungen

### Als Spieler
- 1979 Red Tilson Trophy
- 1979 Eddie Powers Memorial Trophy
- 1979 Jim Mahon Memorial Trophy
- 1979 OMJHL First All-Star Team

### International
- 1986 Bronzemedaille bei der Weltmeisterschaft

## Familie
Mike Folignos ältester Sohn, Nick Foligno, ist ebenfalls Eishockeyprofi und spielt bei den Columbus Blue Jackets in der NHL. Von 2004 bis 2007 spielte er unter seinem Vater bei den Sudbury Wolves und war in zwei der drei Spielzeiten bester Scorer der Mannschaft. Mike Folignos jüngster Sohn, Marcus Foligno, war ebenfalls bei den Wolves aktiv und wurde im NHL Entry Draft 2009 in der vierten Runde an insgesamt 104. Position von den Buffalo Sabres, für die er bis 2017 spielte, ausgewählt. Wie sein Vater und sein Bruder besetzt er die Stürmerposition.